# Accipiter melanoleucus

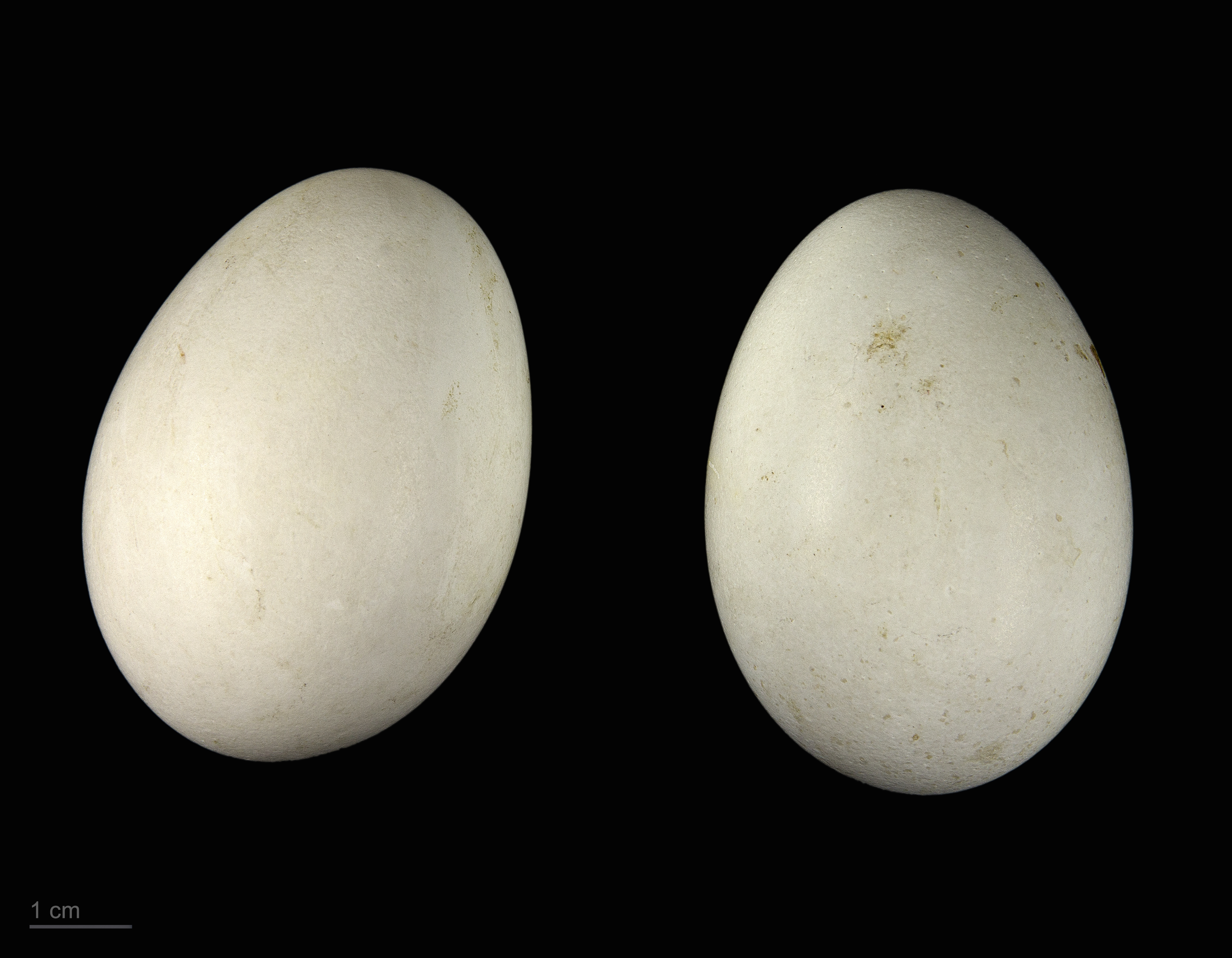
Accipiter melanoleucus - MHNT

El azor blanquinegro (Accipiter melanoleucus) es una especie de ave accipitriforme de la familia Accipitridae.
Es el miembro más grande del género Accipiter en África. Se presenta principalmente en los bosques y las áreas no desérticas del sur del Sahara, en particular cuando hay árboles grandes adecuados para anidar; su hábitat preferido incluye paisajes suburbanos y alterados por el hombre. Se alimenta principalmente de aves de tamaño moderado, como palomas.
Esta especie vive en la mayor parte de África subsahariana.